# Maharbal
Maharbal (3e eeuw v.Chr.) was Hannibals cavaleriecommandant gedurende de Tweede Punische Oorlog.

Hij is voornamelijk bekend vanwege zijn beroemde uitspraak:
Vincere scis, Hannibal; victoria uti nescis.— "Jij, Hannibal, weet hoe je moet winnen; maar je weet niet hoe het te gebruiken."
Overigens heeft hij deze woorden natuurlijk in het Punisch (taal van Carthago) gezegd, en niet in het Latijn. Titus Livius heeft hem vaak in het Latijn geciteerd daarom worden de Latijnse woorden nu alleen nog maar gebruikt.